# Kivijärvi
Kivijärvi là một đô thị của Phần Lan.
Vị trí ở tỉnh Tây Phần Lan trong vùng Trung Phần Lan. Đô thị này có dân số 1.489 người (năm 2003) và diện tích 599,83 km² trong đó có 114,60 km² là diện tích mặt nước. Mật độ dân số là 2,5 người trên mỗi km².
Dân đô thị này chỉ sử dụng tiếng Phần Lan